# Keramische industrie

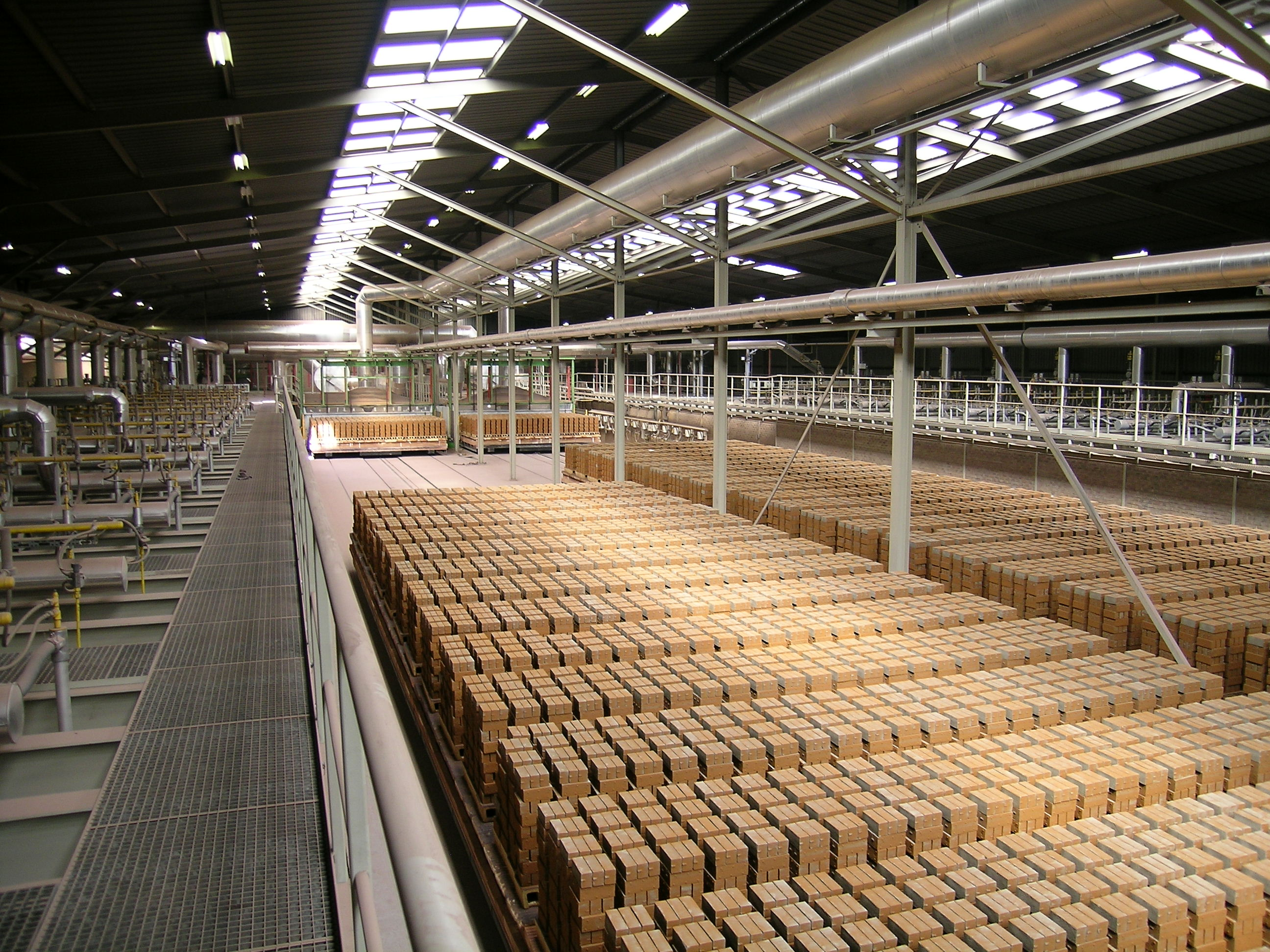
Stenen op ovenwagen

De keramische industrie is de bedrijfstak die keramische producten vervaardigt.  

## Categorieën
De bedrijfstak wordt ingedeeld in de volgende categorieën:
Grof keramische industrie (bouwkeramiek)
- Baksteenfabrieken (metselstenen en straatbakstenen)
- Dakpannenfabrieken (inclusief hulpstukken, zoals sluitpannen en nokpannen)
- Fabrieken voor keramische drainagebuizen
- Fabrieken voor keramische bloempotten
- Keramische wand- en vloertegels

De vereniging Koninklijke Nederlandse Bouwkeramiek KNB behartigt de belangen van de (grof) keramische industrie.   
Fijn keramische industrie (inclusief porseleinindustrie) 
- Aardewerk
- Sanitair
- Technische keramiek, zoals isolatoren
- Vuurvastindustrie
- Gresbuizenindustrie

## Keramische producten
Het scala van keramische toepassingen is breed, van bouwproducten tot consumptiegoederen. Onder bouwkeramiek vallen alle bouwproducten die van gebakken klei zijn gemaakt. Voorbeelden daarvan zijn straatbaksteen, metselbaksteen, keramische binnenmuursteen, keramische dakpannen, keramische wand- en vloertegels, maar ook sanitair en gresbuizen. 

## Innovaties
De Nederlandse bouwkeramische industrie innoveert door de overstap te maken naar duurzame alternatieven voor aardgas in het productieproces, verbreding van het pakket aan losmaakbare producten, het sluiten van materiaalkringlopen en het ontwikkelen van nieuwe businessmodellen. De Nederlandse bouwkeramische industrie stelde de Technology Roadmap Bouwkeramiek 2030 op om de energietransitie, stikstofreductie en circularisatie in Nederland te helpen versnellen. 

## Duurzame kleiwinning
Klei en leem vormen de essentiële bouwstenen voor bouwkeramiek en fijnkeramische producten. In Nederland wordt rivierklei voornamelijk gebruikt voor keramische bouwmaterialen zoals metselbakstenen, straatbakstenen en dakpannen. Deze waardevolle grondstof wordt gewonnen (kleiwinning) via een methode genaamd 'reliëfvolgend ontkleien', die sinds de vroege jaren negentig wordt toegepast. Deze innovatieve aanpak heeft geleid tot de creatie van duizenden hectares aan nieuwe natuur, terwijl de kleivoorraad ruimschoots beschikbaar blijft, mede dankzij het hernieuwbare proces van aanvoer door rivieren. 
Voorheen werd de klei via smalspoor/veldspoor naar de fabrieken gebracht.
Voor de vervaardiging van keramische tegels en andere fijnkeramische producten worden zuivere minerale grondstoffen zoals klei en zand gebruikt, afkomstig uit groeves. Hoewel tegels relatief weinig klei vereisen, wordt de winning van deze grondstoffen uiterst zorgvuldig uitgevoerd, met aandacht voor de bescherming van flora en fauna. Na de winning krijgen de gebieden waar klei wordt gewonnen vaak een nieuwe bestemming als natuurgebied. In gebieden die onder Europese richtlijnen vallen voor vogels, habitats en Natura 2000, worden na de exploitatieperiode milieuherstelplannen uitgevoerd door de kleiwinners.

## Verwante bedrijfstakken
De productie van kunststeen, zoals kalkzandsteen, cellenbeton en beton, behoort niet tot de keramische industrie.